# Judith Blansjaar
Judith Blansjaar (ur. 23 maja 1990 w Beverwijk w Holandii) – holenderska siatkarka.
Obecnie występuje w drużynie TVC Amstelveen. Gra na pozycji rozgrywającej.